# Eight Bit
Eight Bit (japonsky 株式会社エイトビット, Kabušiki gaiša Eito Bitto), také známé jako 8bit, je japonské animační studio, které bylo založeno v září 2008 bývalými zaměstnanci studia Satelight.
Dne 8. června 2020 studio oznámilo, že vyrobí společně s firmou Bandai Namco několik anime. Jejich prvním společným projektem se stal seriál Tensura nikki: Tensei šitara Slime datta ken.

## Tvorba

### Televizní seriály
| Rok  | Název                                        | Režie                                | Od               | Do                | Díly          | Poznámky                                                                        | Zdroje        |
| ---- | -------------------------------------------- | ------------------------------------ | ---------------- | ----------------- | ------------- | ------------------------------------------------------------------------------- | ------------- |
| 2011 | Infinite Stratos                             | Jasuhito Kikuči                      | 7. ledna 2011    | 1. dubna 2011     | 12            | Adaptace série light novel, jejímž autorem je Izuru Jumizuru.                   | [ 3 ]         |
| 2012 | Aquarion Evol                                | Šódži Kawamori (šéf) Júsuke Jamamoto | 8. ledna 2012    | 24. června 2012   | 26            | Pokračování anime seriálu Sósei no Aquarion. V koprodukci se studiem Satelight. | [ 4 ]         |
| 2012 | Busó šinki                                   | Jasuhito Kikuči                      | 4. října 2012    | 20. prosince 2012 | 12            | Založeno na franšíze Busó šinki od společnosti Konami Digital Entertainment.    | [ 5 ]         |
| 2013 | Jama no susume                               | Júsuke Jamamoto                      | 3. ledna 2013    | 21. března 2013   | 12            | Adaptace série mangy, jejíž mangakou je Širo.                                   | [ 5 ]         |
| 2013 | Infinite Stratos 2                           | Susumu Tosaka Jasuhito Kikuči        | 4. října 2013    | 20. prosince 2013 | 12            | Pokračování anime seriálu Infinite Stratos.                                     | [ 6 ]         |
| 2013 | Walkure Romanze                              | Júsuke Jamamoto                      | 6. října 2013    | 22. prosince 2013 | 12            | Adaptace vizuálního románu pro dospělé od studia Ricotta.                       | [ 6 ]         |
| 2013 | Tokyo Ravens                                 | Takaomi Kanasaki                     | 9. října 2013    | 26. března 2014   | 24            | Adaptace série light novel, jejímž autorem je Kóhei Azano.                      | [ 7 ]         |
| 2014 | Jama no susume 2                             | Júsuke Jamamoto                      | 9. července 2014 | 24. prosince 2014 | 24            | Pokračování anime seriálu Jama no susume.                                       | [ 8 ]         |
| 2014 | Grisaia no kadžicu                           | Tenšo                                | 5. října 2014    | 28. prosince 2014 | 13            | První adaptace vizuálního románu pro dospělé od studia Frontwing.               | [ 9 ]         |
| 2015 | Absolute Duo                                 | Acuši Nakajama                       | 1. ledna 2015    | 22. března 2015   | 12            | Adaptace série light novel, jejímž autorem je Takumi Hiiragiboši.               | [ 10 ]        |
| 2015 | Grisaia no rakuen                            | Tenšo                                | 19. dubna 2015   | 21. června 2015   | 10            | Třetí adaptace vizuálního románu pro dospělé od studia Frontwing.               | [ 11 ]        |
| 2015 | Comet Lucifer                                | Acuši Nakajama Jasuhito Kikuči       | 4. října 2015    | 20. prosince 2015 | 12            | Původní dílo.                                                                   | [ 12 ]        |
| 2016 | Šónen Maid                                   | Júsuke Jamamoto                      | 8. dubna 2016    | 1. července 2016  | 12            | Adaptace série mangy, jejíž mangakou je Ototačibana.                            | [ 13 ]        |
| 2016 | Rewrite                                      | Tenšo                                | 2. července 2016 | 25. března 2017   | 24            | Adaptace vizuálního románu od společnosti Key.                                  | [ 14 ] [ 15 ] |
| 2017 | Knight's & Magic                             | Júsuke Jamamoto                      | 2. července 2017 | 24. září 2017     | 13            | Adaptace série light novel, jejímž autorem je Hisago Amazake-no.                | [ 16 ]        |
| 2018 | Miira no kaikata                             | Kaori                                | 11. ledna 2018   | 29. března 2018   | 12            | Adaptace série mangy, jejíž mangakou je Kakeru Ucugi.                           | [ 17 ]        |
| 2018 | Jama no susume 3                             | Júsuke Jamamoto                      | 2. července 2018 | 24. září 2018     | 13            | Pokračování anime seriálu Jama no susume 2.                                     | [ 18 ]        |
| 2018 | Tensei šitara Slime datta ken                | Jasuhito Kikuči                      | 2. října 2018    | 19. března 2019   | 24            | Adaptace série light novel, jejímž autorem je Fuse.                             | [ 19 ]        |
| 2019 | Hošiai no sora                               | Kazuki Akane                         | 10. října 2019   | 26. prosince 2019 | 12            | Původní dílo.                                                                   | [ 20 ]        |
| 2020 | Oši ga Budókan ittekuretara šinu             | Júsuke Jamamoto                      | 10. ledna 2020   | 27. března 2020   | 12            | Adaptace série mangy, jejíž mangakou je Auri Hirao.                             | [ 21 ]        |
| 2020 | Mahóka kókó no rettósei: Raihóša-hen         | Risako Jošida                        | 4. října 2020    | 27. prosince 2020 | 13            | Pokračování anime seriálu Mahóka kókó no rettósei.                              | [ 22 ]        |
| 2021 | Tensei šitara Slime datta ken 2              | Acuši Nakajama                       | 12. ledna 2021   | 21. září 2021     | 24            | Pokračování anime seriálu Tensei šitara Slime datta ken.                        | [ 23 ] [ 24 ] |
| 2021 | Tensura nikki: Tensei šitara Slime datta ken | Júdži Ikuhara                        | 6. dubna 2021    | 22. června 2021   | 12            | Spin-off anime seriálu Tensei šitara Slime datta ken.                           | [ 25 ] [ 24 ] |
| 2022 | Mahóka kókó no rettósei: Cuioku-hen          | Risako Jošida                        | leden 2022       | bude oznámeno     | bude oznámeno | Mahóka kókó no rettósei: Raihóša-hen.                                           | [ 26 ]        |
| 2022 | Blue Lock                                    | Tecuaki Watanabe                     | 2022             | bude oznámeno     | bude oznámeno | Adaptace série mangy, jejímž autorem je Munejuki Kaneširo.                      | [ 27 ]        |
| 2022 | Jama no susume: Next Summit                  | Júsuke Jamamoto                      | 2022             | bude oznámeno     | bude oznámeno | Pokračování anime seriálu Jama no susume 3.                                     | [ 28 ]        |

### Filmy
| Rok  | Název                                                 | Režie          | Premiéra           | Poznámky                                                                          | Zdroje |
| ---- | ----------------------------------------------------- | -------------- | ------------------ | --------------------------------------------------------------------------------- | ------ |
| 2009 | Macross Frontier: Icuwari no utahime                  | Šódži Kawamori | 21. listopadu 2009 | Filmová adaptace série mangy Macross Frontier. V koprodukci se studiem Satelight. | [ 29 ] |
| 2015 | Grisaia no meikjú: Caprice no maju 0                  | Tenšo          | 12. dubna 2015     | Druhá adaptace vizuálního románu Grisaia no kadžicu.                              | [ 11 ] |
| 2017 | Gekidžóban Mahóka kókó no rettósei: Hoši o jobu šódžo | Risako Jošida  | 17. června 2017    | Filmová adaptace série light novel Mahóka kókó no rettósei.                       | [ 30 ] |

### OVA
| Rok  | Název                                                   | Režie                    | Od                 | Do                 | Díly | Poznámky                                    | Zdroje |
| ---- | ------------------------------------------------------- | ------------------------ | ------------------ | ------------------ | ---- | ------------------------------------------- | ------ |
| 2011 | IS: Infinite Stratos Encore – Koi ni kogareru rokudžúsó | Jasuhito Kikuči          | 7. prosince 2011   | 7. prosince 2011   | 1    | Pokračování anime seriálu Infinite Stratos. |        |
| 2013 | Infinite Stratos 2: Long Vacation Edition               | Kumi Horii Susumu Tosaka | 30. října 2013     | 30. října 2013     | 1    | Rozšířená verze první epizody druhé řady.   | [ 31 ] |
| 2014 | Infinite Stratos 2: World Purge                         | Jasuhito Kikuči          | 26. listopadu 2014 | 26. listopadu 2014 | 1    |                                             |        |
| 2017 | Jama no susume: Omoide Present                          | Júsuke Jamamoto          | 28. října 2017     | 28. října 2017     | 1    |                                             | [ 32 ] |
| 2019 | Tensei šitara Slime datta ken                           | Jasuhito Kikuči          | 4. prosince 2019   | 27. listopadu 2020 | 5    |                                             |        |